# Eda Ostrowska

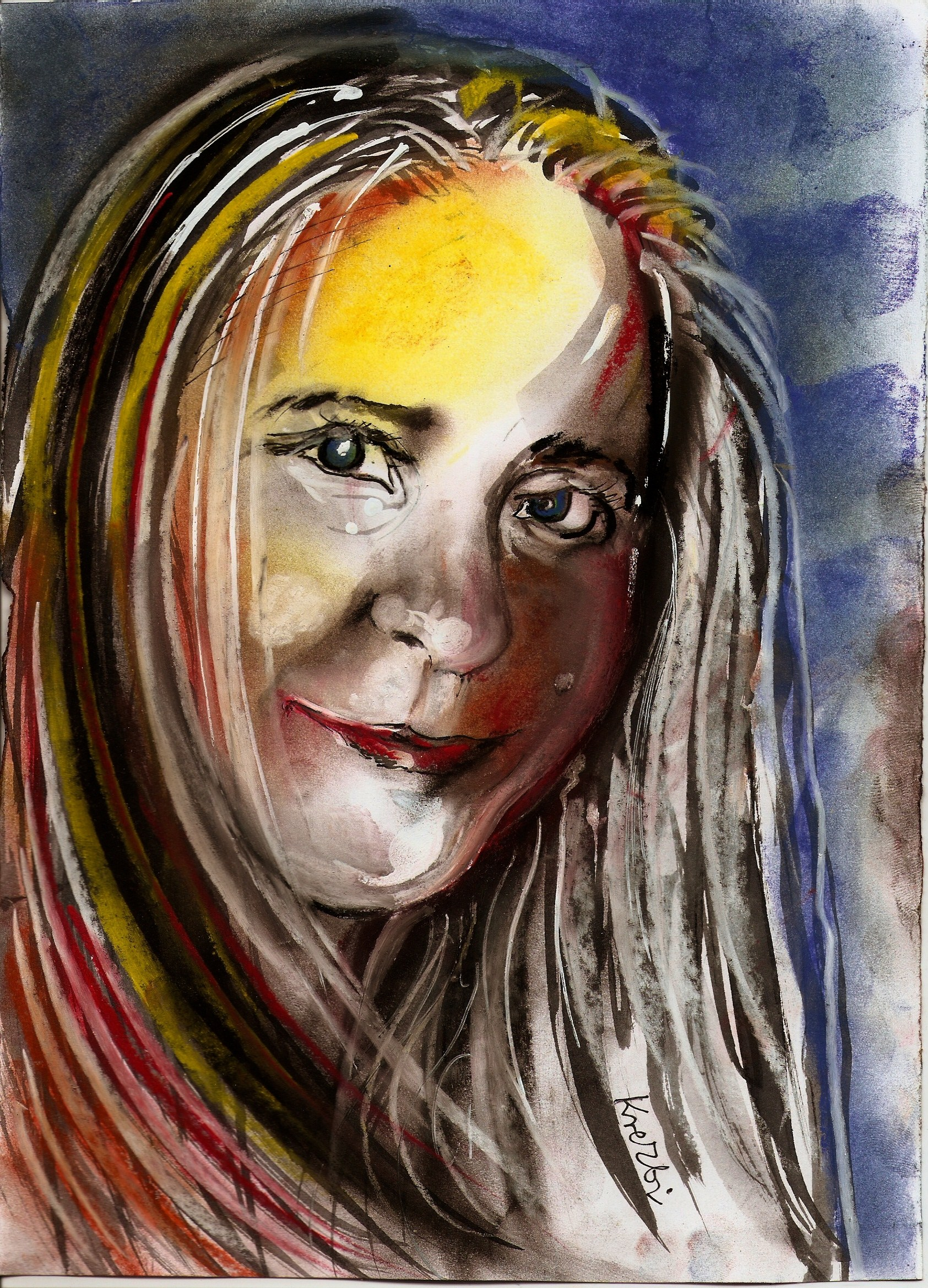
Portret Edy Ostrowskiej autorstwa Zbigniewa Kresowatego.

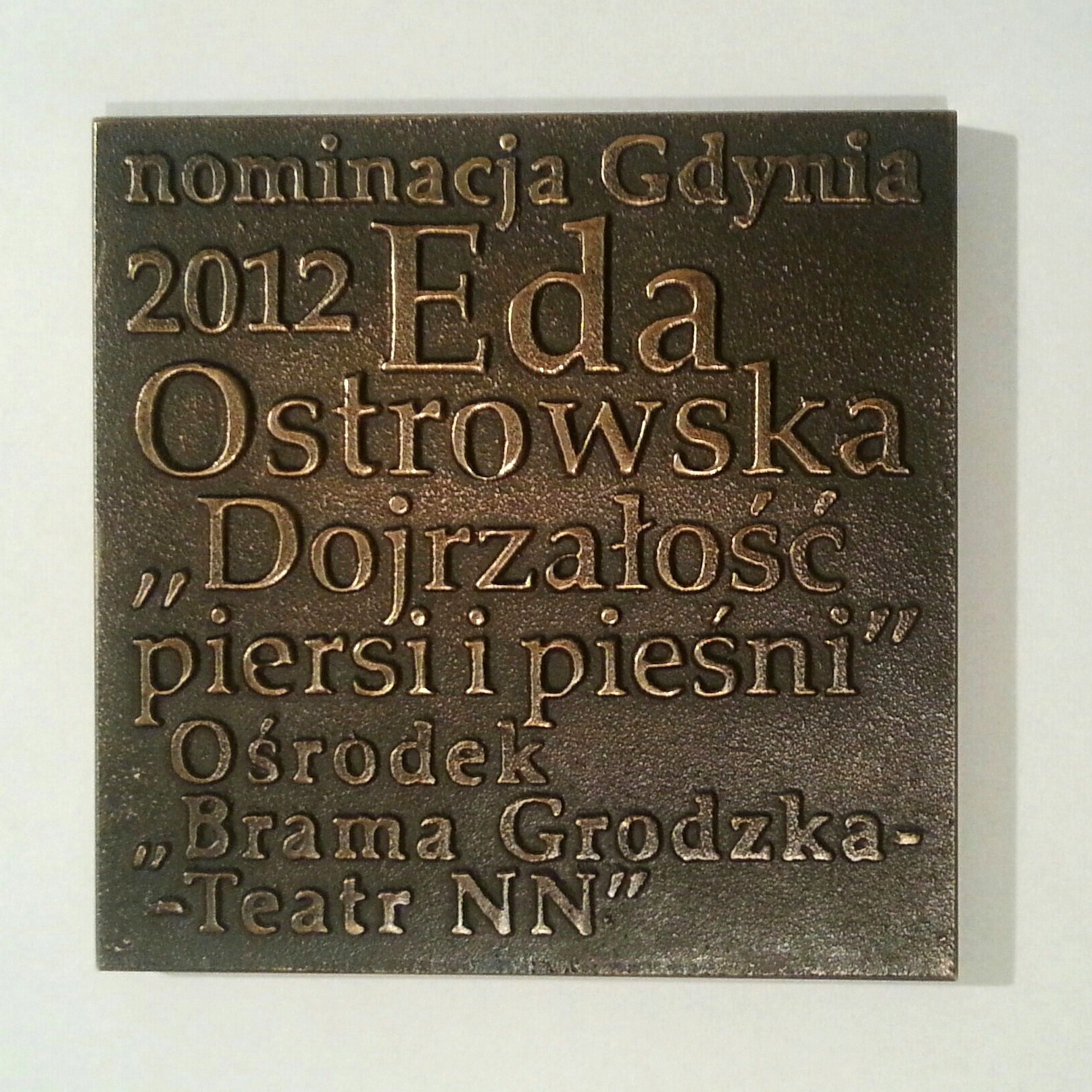
Nominacja do Nagrody Literackiej Gdynia 2012.

Eda Ostrowska, właściwie Edwarda Ostrowska (ur. 9 sierpnia 1959 w Sławatyczach) – polska poetka i prozaiczka.

## Życiorys
Ukończyła I Liceum Ogólnokształcące im. Tadeusza Kościuszki we Włodawie (1978), gdzie podjęła pierwsze próby literackie pod okiem Józefa Ferta. Debiutowała wierszem w Kamenie (1977), następnie cyklem wierszy w Twórczości, wówczas pod kierownictwem Jarosława Iwaszkiewicza (1979). W latach 1978–1983 studiowała bibliotekoznawstwo i informację naukową na UMCS. Kilka lat pracowała w wyuczonym zawodzie bibliotekarza.
Autorka osiemnastu zbiorów poetyckich i jednej prozy poetyckiej, zawierających egzystencjalne doświadczenia przebytych transformacji, gdzie punktem wyjścia jest dialog z pojmowanym radykalnie chrześcijaństwem.
Nominowana do Nagrody Literackiej Gdynia w 2012. Należy do Stowarzyszenia Pisarzy Polskich i Stowarzyszenia Autorów i Wydawców Copyright Polska. Ma syna. Mieszka w Lublinie.

## Publikacje
- Ludzie, symbole i chore kwiaty, Wydawnictwo Lubelskie, Lublin 1981, (wiersze i listy) ISBN 83-222-0170-2
- Oto stoję przed tobą w deszczu ciała, Iskry, Warszawa 1983, (proza poetycka) ISBN 83-207-0562-2, (wydanie drugie zmienione) Oto stoję w deszczu ciała [dziennik studentki], Jirafa Roja, Warszawa 2013, ISBN 978-83-63879-07-5
- Gesty [w druku: Smugi pieprzu], Iskry, Warszawa 1983, (wiersze) ISBN 83-207-0632-7
- Tajemnica I bolesna, Czytelnik Warszawa 1987, (wiersze) ISBN 83-07-01746-7
- Małmazja, Śląsk, Katowice 1988, (wiersze) ISBN 83-216-0784-5
- Letycja u miecznika, Krajowa Agencja Wydawnicza, Rzeszów 1990, (wiersze) ISBN 83-03-02972-X
- Psalmy, Norbertinum, Lublin 1990, (wiersze) ISBN 83-85131-05-1
- Krew proroków (na twoich rękach), Norbertinum, Lublin 1994, (wiersze) ISBN 83-85131-66-3
- Parszywe nasienie Abrahama, Norbertinum, Lublin 1996, (wiersze) ISBN 83-86837-21-7
- Światłem być, Norbertinum, Lublin 2000, (wiersze) ISBN 83-7222-047-6
- Nie znałam Chrysta. Wybór poezji, Norbertinum, Lublin 2003, (wiersze) ISBN 83-86837-84-5
- Baranek zabity, Dedykacje, Norbertinum, Lublin 2006, (miniatury liryczne) ISBN 83-7222-249-5
- Wierszownik, Miniatura, Kraków 2007, (wiersze) ISBN 978-83-7081-866-1
- Śmiech i łaska, Ludowa Spółdzielnia Wydawnicza, Warszawa 2010, (wiersze) ISBN 978-83-205-5442-7
- Dojrzałość piersi i pieśni, Ośrodek „Brama Grodzka – Teatr NN”, Lublin 2011, (wiersze) ISBN 978-83-61064-25-1
- Echolalie, Episteme, Lublin 2012, (poemat) ISBN 978-83-62495-20-7
- Ptak w tak-taku [widowisko poetycko – muzyczne], Stowarzyszenie Inicjatyw Wydawniczych, Katowice 2013, ISBN 978-83-930774-8-9
- Edessy [poemat sowizdrzalski], Episteme, Lublin 2015, ISBN 978-83-62495-70-2
- Poemat filozofujący, Episteme, Lublin 2017, ISBN 978-83-62495-95-5

## Nagrody
- 1984 – Nagroda III stopnia im. Józefa Czechowicza za tomiki poezji: Ludzie, symbole i chore kwiaty oraz Smugi pieprzu
- 1989 – Nagroda Literacka III stopnia w Konkursie Literackim im. Józefa Czechowicza za tomiki poezji: Tajemnica I bolesna i Małmazja
- 1989 – Nagroda Artystyczna Młodych im. Stanisława Wyspiańskiego II stopnia za twórczość poetycką, szczególnie za tom Małmazja
- 1991 – Nagroda II stopnia im. Józefa Czechowicza za tom wierszy Psalmy
- 1995 – I Nagroda w IX Ogólnopolskim Konkursie Literackim im. Edwarda Stachury
- 2004 – Srebrny Krzyż Zasługi[2]
- 2011 – Nominacja do Nagrody w 52. Konkursie Polskiego Towarzystwa Wydawców Książek w kategorii „Najpiękniejsze Książki Roku  2011” za tomik Dojrzałość piersi i pieśni
- 2011 – Nagroda Główna w XVII Konkursie Poetyckim im. Anny Kamieńskiej za tomik poezji Śmiech i łaska[3]
- 2012 – Nominacja do Nagrody w 53. Konkursie Polskiego Towarzystwa Wydawców Książek w kategorii „Najpiękniejsze Książki Roku 2012” za poemat Echolalie
- 2012 – Nominacja do Nagrody Literackiej Gdynia za tomik Dojrzałość piersi i pieśni
- 2013 – Wyróżnienie w XIX Konkursie Poetyckim im. Anny Kamieńskiej za tomik poezji Echolalie
- 2016 – Główna Nagroda w V Ogólnopolskim Konkursie Poetyckim im. Józefa Czechowicza za całokształt twórczości poetyckiej
- 2016 – Nagroda w 56 Konkursie Polskiego Towarzystwa Wydawców Książek w kategorii „Najpiękniejsze Książki Roku 2015” za książkę Edessy [poemat sowizdrzalski]
- 2018 - Nagroda w 58 Konkursie Polskiego Towarzystwa Wydawców Książek w kategorii "Najpiękniejsze Książki Roku 2017" za Poemat filozofujący